# 大韓民國國旗
大韓民國國旗，又名太极旗（：／ Taegeukgi），是韩国标志性旗帜和国家象征。太极旗长宽比例为3:2，由白色底，紅藍两色之坎（紅）離（藍）太极图（一般白黑太極圖為乾（白）坤（黑）太極和、坤、坎、离四卦组成。）1949年3月25日，韩国文教部审议委员会在确定国旗时对太极旗的解释是白色代表着大地；中间蓝色和红色的太极两仪分别代表着阴阳；左上角的乾代表着天、春、东、仁；右下角的坤代表着地、秋、西、义；右上角的坎代表着水、冬、北、智；左下角的离代表著火、夏、南、禮:36-37。

## 含義
韩国国旗的太极和八卦思想来自中国的《周易》。和谐、对称、平衡、循环、稳定等原理，代表着对宇宙、对人生的深刻思考。以太极为中心，四角的卦分别象征阴阳互相调和，乾卦代表天空，坤卦代表大地，坎卦是月亮和水，离卦为太阳和火，各个卦还象征着正义、富饶、生命力和智慧。國旗底色為白色，象徵韓國人民的純潔和對和平的熱愛。
按照現存太極旗中歷史最悠久的「丹尼太極旗」的相關說明，四卦的意思如下（伏羲先天八卦的方位）：

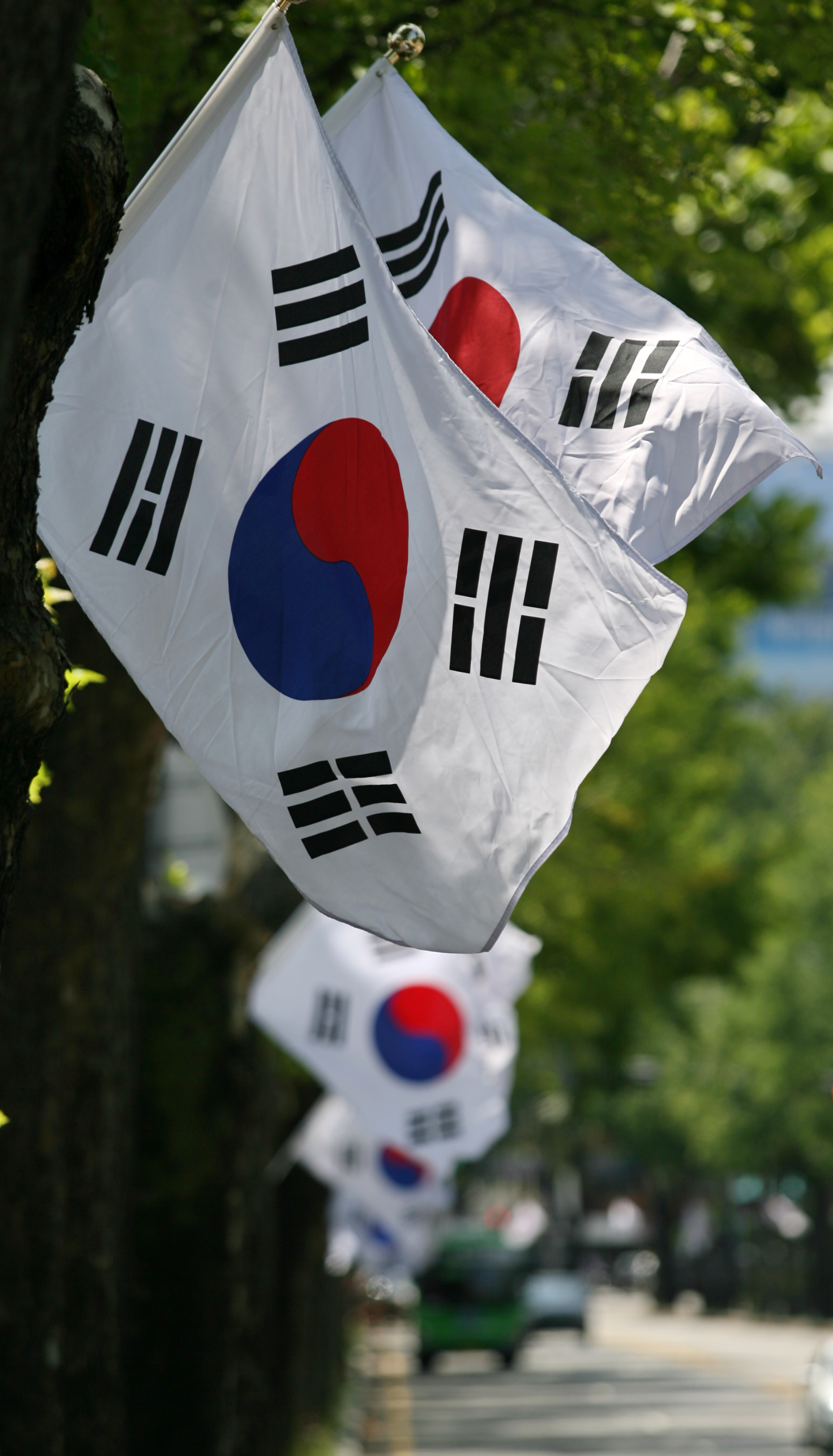
飘扬的韩国国旗

| 卦 | 韩文名称（卦名） | 卦象  | 季節  | 方位  | 四德  |
| -- | ---------------- | ----- | ----- | ----- | ----- |
| ☰  | 건               | 천 天 | 하 夏 | 남 南 | 의 義 |
| ☷  | 곤 坤            | 지 地 | 동 冬 | 북 北 | 지 智 |
| ☵  | 감 坎            | 수 水 | 추 秋 | 서 西 | 예 禮 |
| ☲  | 이 離            | 화 火 | 춘 春 | 동 東 | 인 仁 |

按照韓國國家報勳處的說明，四卦的意思如下：
| 卦 | 韩文名称（卦名） | 卦象  | 季節  | 方位  | 四德  |
| -- | ---------------- | ----- | ----- | ----- | ----- |
| ☰  | 건               | 천 天 | 춘 春 | 동 東 | 인 仁 |
| ☷  | 곤 坤            | 지 地 | 하 秋 | 서 西 | 예 禮 |
| ☵  | 감 坎            | 월 月 | 동 冬 | 북 北 | 지 智 |
| ☲  | 이 離            | 일 日 | 추 夏 | 남 南 | 의 義 |

## 设计
色彩：
| 颜色系统 | 孟塞尔       | CIE (x, y, Y)        | 彩通  | 网页颜色（转换自CIE色彩空间） |
| 白色     | N 9.5        | N/A                  | N/A   | #FFFFFF                       |
| 真红色   | 6.0R 4.5/14  | 0.5640, 0.3194, 15.3 | 186 C | #CD2E3A                       |
| 雅青色   | 5.0PB 3.0/12 | 0.1556, 0.1354, 6.5  | 294 C | #0047A0                       |
| 黑色     | N 0.5        | N/A                  | N/A   | #000000                       |

## 使用

韓國國旗的竖式挂法，按韩国政府规定，竖式国旗底部要有额外的留白，故太极与四卦并不在旗帜正中央

韩国国旗在国内使用时，旗杆顶端的球形通常制成韩国国花木槿花花萼的样式。在竖直悬挂时，通常使用专用的竖直旗帜，下方留有更多白边。

### 誓言
韩国国旗在升旗前及正式场合使用时通常要诵读《对国旗的盟誓》（／），一般会在国歌播放前播出：
나는 자랑스러운 태극기 앞에 자유롭고 정의로운 대한민국의 무궁한 영광을 위하여 충성을 다할 것을 굳게 다짐합니다. 
译文：“我在自豪的太极旗面前，为了有着自由与正义的大韩民国之无穷荣光而坚定地宣誓尽忠。”

### 悬挂国旗的日期
韩国国旗在以下日期通常被广泛悬挂：
| 日期    | 中文名 | 韓文名 |
| ------- | ------ | ------ |
| 1月1日  | 元旦   |        |
| 3月1日  | 三一節 |        |
| 6月6日  | 顯忠日 |        |
| 7月17日 | 制憲節 |        |
| 8月15日 | 光復節 |        |
| 10月1日 | 國軍日 |        |
| 10月3日 | 開天節 |        |
| 10月9日 | 韩文日 |        |

- 顯忠日降半旗。
- 国葬期間降半旗。
- 政府制定的其他日期。
- 地方政府或议会规定的其他日期。

地方政府、公共建筑物、学校、机场需每日升降国旗。

### 悬挂时间
每日升降国旗时间如下，但若国旗24小时悬挂，在夜间应以灯光照明。
| 月份       | 升旗时间 | 降旗时间 |
| ---------- | -------- | -------- |
| 3月 - 10月 | 07:00    | 18:00    |
| 11月 - 2月 | 07:00    | 17:00    |

## 历史

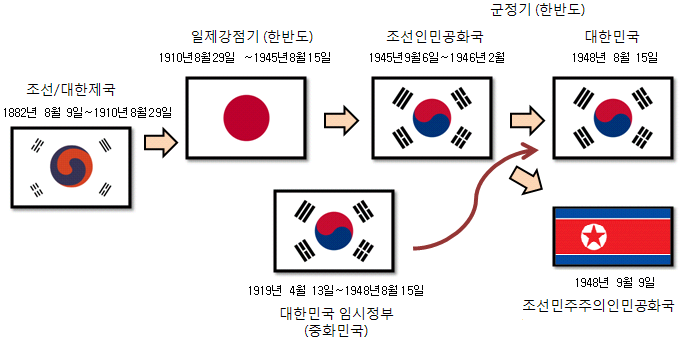
朝鲜半岛国旗更换历程

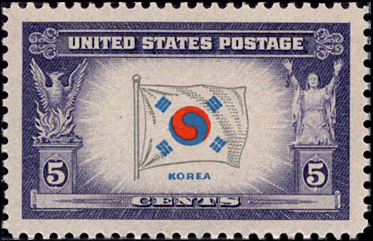
二战期间美国发行的轴心国占领国家系列邮票之大韩帝国国旗

大韩民国临时政府杭州旧址纪念馆展示的大韩民国临时政府旗幟

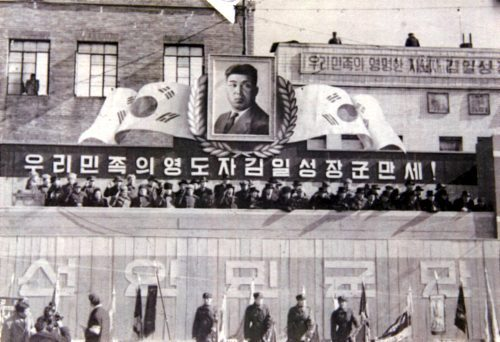
1948年2月朝鲜人民军成立典礼上，太极旗悬挂在金日成画像两侧

1876年，随着《江华条约》的签订，朝鲜打开国门，而设计国旗之议也萌生了。朝鲜国旗的第一个设计方案是由清朝驻日使馆参赞黄遵宪提出的，1880年9月，黄遵宪撰写了一本小册子《朝鲜策略》，赠与访问日本的朝鲜修信使金宏集，在《朝鲜策略》中建议朝鲜“奏请陆海諸军，袭用中国龍旗為全國徽幟”；同年11月，清驻日公使何如璋在致北洋大臣李鸿章的报告也有提到：“若朝鲜既经开港后，应饬令彼国袭用中国龙旗，或围绕以云，微示区别，以崇体制。”李鸿章也对朝鲜袭用中国龙旗的方案表示同意，他在1881年2月26日与朝鲜官员李容肃会谈时说：“今贵国王自用之旗，据称是画方龙旗，亦与中国龙旗相仿，自可以画龙旗为国旗，即作航海旗标。定于应用之先，将龙旗尺寸、颜色绘具图式，咨明本大臣衙门，以咨核奏咨行。”
然而，朝鲜王朝似乎对清朝的建议不以为然，1882年，清朝协助朝鲜与美国签订《朝美修好通商条约》，在条约签订前一天的5月21日，朝鲜官员李应浚设计了一种国旗方案，翌日，负责协助朝鲜缔约的清朝官员马建忠对朝鲜全权大官申櫶说道：“昨李应浚袖至旗式，似与日本相混，贵国旗式究竟何若，前黄参赞谓贵国宜用中国龙旗，以僕观之，似亦未安。”马建忠在否定了先前的中国龙旗方案后，又想出一种新方案，他说：“吾想贵国国旗，可用白底、青云、红龙，惟龙用四爪，暗示区划。何以区别？只在四爪五爪耳。青云者，亦取云从龙之意，君臣以民为本，故质用白色。”但在5月27日，朝鲜方面以“红龙青云制造须费工”为由婉拒了马建忠的提议，并主张采用“红质中青白合成圈子”作为国旗，马建忠又建议道：“前议此事后，曾思仍用白底，中用太极图，外周用八卦，则恰合八道之数。八卦纯用黑色为显，太极用半红半黑，旗外又缘以红色，何若？”这个方案亦不见朝鲜采用。《朝美修好通商条约》缔结前后中朝两国关于国旗方案的折冲是太极旗最早的酝酿，而李应浚设计的方案与现在太极旗相比只是无卦而已（因此被马建忠评为“似与日本相混”），被认为是韩国国旗最早的雏形。后来在美国发现的1882年著作《航海国旗帜（Flags of Maritime Nations）》发现了配有四卦的太极旗，一些学者认为是李应浚设计的方案，因此认为太极旗的实际创始人是李应浚。
1882年朝鲜爆发了反日的壬午兵变，其后日本强迫朝鲜缔结不平等的《济物浦条约》，规定朝鲜须派使臣向日本谢罪。于是在1882年9月，朝鲜政府以锦陵尉朴泳孝为谢罪兼修信使，出使日本。临行前朴泳孝就国旗问题请示国王高宗，高宗授权朴泳孝必要时可制作并使用国旗。1882年9月22日，在前往日本的“明治丸”号轮船上，朴泳孝、金万植、徐光范等参酌英国驻朝领事阿须敦（W. G. Aston）和英籍船长杰姆士（James）的意见，以太极四卦为图案，设计出了最早的太极旗。于是韩国国旗便在“明治丸”号上诞生了。10月3日（阴历八月二十二日）朴泳孝在给本国的报告中记录了太极旗诞生的状况：
國旗標式在明治丸中與英領事阿須敦議到，則伊言該船船長英人周行四海，慣識各國旗號，又各色分別遠近異同，均能洞知云，故與之商議，則太極八卦之式特別出色，然八卦分布，頗覺稠雜不明，且於各國之仿製，甚不便易，只用四卦，劃之四角，則更佳云。又言外國國旗外，必有君主之旗標，蓋仿樣於國旗，而設采設紋，繁鮮最好云。國旗大中小各一本，使該船長裁製，小一本，今修启上送主上。旗號太極中居，八卦拱布于旗之邊幅恐好，質則專用紅色，似屬鮮明也。既與各國通好之後，凡出使者，禮不得無國旗，爲遇有各港口各兵艦載炮六門以上者，則必有祝炮以禮待之，伊時當揭該國使臣國旗而別之。又遇有約各國各等慶節，有懸旗相賀之禮，各國公使相會，以國旗表坐次，均此各件，闕不得製帶國旗。而英、美、德、日各國均請仿畫而去，此係布明於天下者也。
太极旗诞生后，朴泳孝一行就将其广为使用，他们一登陆日本就在客店外悬挂太极旗，朴泳孝描述道：“新製國旗懸寓樓，旗竿白質而縱方，長不及廣五分之二，主心畵太極，填以青紅，四隅畵乾坤坎离四卦，曾有受命於上也。”其后他们在外交场合中也频频使用太极旗，引起各国使节和日本各界的注目，“英、美、德、日各國均請仿畫而去”。其中日本《时事新报》登载了太极旗图样，并报道了太极旗诞生的经过。1883年3月6日（阴历正月二十七日），朝鲜王朝正式决定以太极旗为国旗。 1897年后又成为大韩帝国国旗。后来经过一些微小的变动，最终形成了今天的太极旗样式。中国学者王明星认为，在朝鲜王朝设计国旗的过程中，成功抵制了清廷企图让朝鲜“袭用中国龙旗”的建议，最终设计出具有自己民族特色的国旗，表现了强烈的独立自主倾向，维护了国格尊严。
1948年，大韩民国政府成立时，决定将太极旗作为国旗。1949年1月设立国旗是正委员会制定制作标准，10月15日由文教部发布《国旗制作法》。
1946年2月起朝鲜劳动党在朝鲜半岛北半部组织的北朝鲜人民委员会也使用太极旗作为国旗，最后在1948年9月以「蓝红色共和国旗」取代。

## 歷代國旗
| 朝鮮國國旗（1882年－1888年）  |
| 朝鮮國國旗 （1882年－1888年） |

| 朝鮮國國旗（1882年－1884年）  |
| 朝鮮國國旗 （1882年－1884年） |

| 朝鮮國國旗（1888年－1893年）  |
| 朝鮮國國旗 （1888年－1893年） |

| 朝鮮國、大韓帝國國旗（1893年－1899年）  |
| 朝鮮國、大韓帝國國旗 （1893年－1899年） |

| 大韓帝國國旗（1899年－1910年）  |
| 大韓帝國國旗 （1899年－1910年） |

| 三一運動期間抗議人士用旗（1919年）  |
| 三一運動期間抗議人士用旗 （1919年） |

| 大韩民国临时政府國旗（1919年－1948年）  |
| 大韩民国临时政府國旗 （1919年－1948年） |

| 朝鮮人民共和國國旗（1945年8月－1945年12月）  |
| 朝鮮人民共和國國旗 （1945年8月－1945年12月） |

| 朝鮮人民共和國國旗（1945年－1946年）  |
| 朝鮮人民共和國國旗 （1945年－1946年） |

| 大韓民國第一共和國國旗（1948年－1949年）  |
| 大韓民國第一共和國國旗 （1948年－1949年） |

| 大韓民國第一共和國大韓民國第二共和國大韓民國第三共和國大韓民國第四共和國大韓民國第五共和國國旗（1949年－1984年）      |
| 大韓民國第一共和國 大韓民國第二共和國 大韓民國第三共和國 大韓民國第四共和國 大韓民國第五共和國國旗 （1949年－1984年） |

| 大韓民國第五共和國大韓民國第六共和國國旗（1984年－1997年）   |
| 大韓民國第五共和國 大韓民國第六共和國國旗 （1984年－1997年） |

| 大韓民國第六共和國國旗（1997年－2011年）  |
| 大韓民國第六共和國國旗 （1997年－2011年） |

| 大韓民國第六共和國國旗（2011年至今）  |
| 大韓民國第六共和國國旗 （2011年至今） |

## 軍旗

### 朝鮮國、大韓帝國時期
| 朝鲜王朝國王御旗（1392年－1882年）  |
| 朝鲜王朝國王御旗 （1392年－1882年） |

| 朝鮮王朝海軍旗 |
| 朝鮮王朝海軍旗 |

| 大韓帝國皇帝旗（1897年－1907年）  |
| 大韓帝國皇帝旗 （1897年－1907年） |

| 大韓帝國皇帝旗（1908年-1910年）  |
| 大韓帝國皇帝旗 （1908年-1910年） |

| 大韓帝國太皇帝旗（1908年-1910年）  |
| 大韓帝國太皇帝旗 （1908年-1910年） |

### 日治時期
| 大韓獨立旗，為朝鮮獨立運動家安重根所製作的旗幟。 |
| 大韓獨立旗，為朝鮮獨立運動家安重根所製作的旗幟。 |

| 大韓獨立軍指揮部軍旗 |
| 大韓獨立軍指揮部軍旗 |

### 大韓民國時期
| 大韓民國陸軍旗 |
| 大韓民國陸軍旗 |

| 大韓民國海軍旗 |
| 大韓民國海軍旗 |

| 大韓民國空軍旗 |
| 大韓民國空軍旗 |

| 大韓民國海軍陸戰隊隊旗 |
| 大韓民國海軍陸戰隊隊旗 |

## 其他旗幟

### 大韓民國總統
| 大韓民國總統旗 |
| 大韓民國總統旗 |

| 大韓民國總統室旗（尹錫悅政府在龍山總統府使用的旗幟） |
| 大韓民國總統室旗（尹錫悅政府在龍山總統府使用的旗幟） |

| 目前李在明政府使用的基於青瓦台總統室設計的旗幟 |
| 目前李在明政府使用的基於青瓦台總統室設計的旗幟 |

### 大韓民國總理
| 大韓民國總理旗 |
| 大韓民國總理旗 |

| 大韓民國政府旗（韓國政府在韓國中央行政機關各部委使用的旗幟） |
| 大韓民國政府旗（韓國政府在韓國中央行政機關各部委使用的旗幟） |